# Mykines (Ortsgemeinschaft)
Mykines (griechisch Μυκήνες (f. pl.)) ist ein Ort im Westen der Argolis und ist der Sitz des gleichnamigen Gemeindebezirks Mykines in der Gemeinde Argos-Mykene. Bis 1916 hieß der Ort Charvati (Χαρβάτι), danach wurde er nach der 2 km entfernten antiken Zitadelle von Mykene benannt.

## Sehenswertes
Im modernen Ort gibt es mehrere Souvenirläden, Restaurants und Pensionen sowie Campingplätze entlang der Hauptstraße. Einigen Geschäften sieht man an, dass sie ihre beste Zeit bereits hinter sich haben. Die meisten dieser Geschäfte entstanden mit dem Touristenboom seit den 1970er Jahren, wohingegen die heute immer noch sehr zahlreichen Besucher der antiken Stätte im modernen Mykene eher selten einen Halt einlegen. Als Sehenswürdigkeit der Ortschaft tritt das lange Zeit erste Haus am Platze besonders hervor: Belle Helene, das Haus von Heinrich Schliemann. Gegründet 1862 wurde Belle Helene über die Jahrzehnte nicht nur von nahezu allen namhaften Klassischen Archäologen besucht, sondern auch von vielen prominenten Personen aus Politik und Gesellschaft der westlichen Welt.